# Nemzeti Könyvtár (Tirana)
A tiranai Nemzeti Könyvtár (albánul: Biblioteka Kombëtare) Albánia állami tulajdonban lévő országos könyvtára, a bibliográfiai-könyvtudományi kutatások központja, az albániai könyvtárosképzésért felelős intézet. Az államilag kinevezett igazgató a Tudományos Tanács (Këshilli i Shkencave) bevonásával vezeti az intézetet.
A könyvtárat 1922. december 10-én alapították 6 ezres állománnyal, és a Közoktatási Minisztérium épületében helyezték el. Állománya a második világháború végére elérte a 15 ezret, 1997-re az egymilliót. Központi épületét 1946-ban adták át Tirana központi részén, de néhány gyűjteménye 1966-ban a Kultúrpalotában kapott helyet. 4000 m²-es összterületéből a raktárak 2500, az összesen 220 olvasót befogadó termek pedig 800 m²-et foglalnak el. 
Gyűjtőköre az Albániában és a világon bárhol albán nyelven kiadott könyvekre és albán nyelvű periodikákra terjed ki. Az albániai könyvkiadók öt köteles példányt juttatnak el a Nemzeti Könyvtárba. A könyvállomány mellett kézirat-, régikönyv-, térkép-, multimédia- és albanológiai-balkanisztikai gyűjtemény egyaránt van a könyvtárban. Az állománynak csak szűk hányada kölcsönözhető, de olvasószolgálat működik az intézményben. A korpusz hagyományos katalóguscédulákon és online adatbázison (http://www.bksh.al/adlib/beginner/index_al.html) keresztül egyaránt elérhető.
A mintegy 2 ezres régikönyv-gyűjtemény legrégibb darabja 1473-ból való, de a legbecsesebb az első albán nyelvű könyv, Gjon Buzuku 1555-ös misekönyve. Az 1959-ben alapított Bibliográfiai Osztály (Sektor i Bibliografisë) feladata egyrészről retrospektív bibliográfiák összeállítása, másrészről a kurrens nemzeti bibliográfia és periodikarepertórium kiadása (Bibliografia kombëtare e librit që botohet në Republikën címen). Az Albanológiai és Balkanológiai Osztály (Sektor i Albano-Balkanologjisë) gyűjteményében 62 ezer címet tartanak nyilván. 1969 óta a Nemzeti Könyvtárban folyik az albániai könyvtárosok felsőfokú képzése, négy féléves képzési időszakkal. A Nemzeti Könyvtárban működik 1986 óta az ország egyetlen könyvrestauráló műhelye.